# Ulises Ontiveros
Ulises Ontiveros Gómez (16 de dezembro de 1985) é um jogador de vôlei de praia mexicano
que em edições dos Jogos Centro-Americanos e do Caribe conquistou a medalha de bronze em Cartagena das Índias 2006.

## Carreira
Ulises Ontiveros é irmão do também jogador Lombardo Ontiveros com quem disputou a edição Jogos Centro-Americanos e do Caribe de 2006 na cidade de Cartagena das Índias e conquistaram a medalha de bronze e disputaram os Jogos Pan-Americanos de 2007 no Rio de Janeiro terminando a participação na fase de quartas de final.
Em 2017 foi o treinador da equipe de voleibol de quadra mexicana que disputou a edição da Universíada de Verão sediada em Taipéterminando na décima quarta posição.